# Boyes Høj

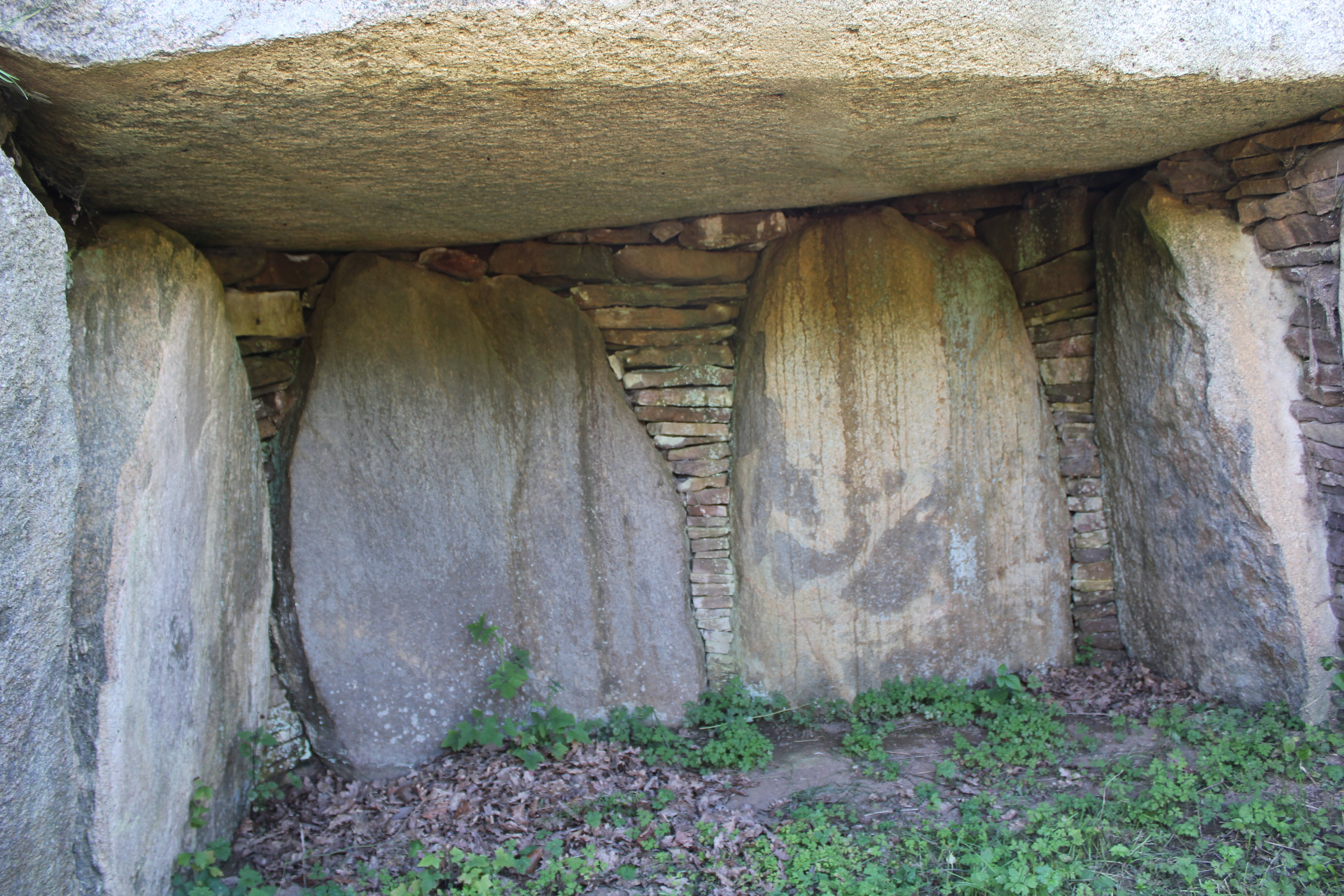
Boyes Høj

Der Boyes Høj (auch Store Vittingshøj genannt) ist ein Ganggrab (dänisch Jættestue) in einem etwa 2,0 m hohen Rundhügel von etwa 27,0 m Durchmesser, östlich von Frejlev auf der dänischen Insel Lolland.
Das Denkmal aus der Vorzeit ist eine Anlage der Trichterbecherkultur (TBK). Es entstand zwischen 3500 und 2800 v. Chr. Das Ganggrab ist eine Bauform jungsteinzeitlicher Megalithanlagen, die aus einer Kammer und einem baulich abgesetzten, lateralen Gang besteht. Diese Form ist primär in Dänemark, Deutschland und Skandinavien, sowie vereinzelt in Frankreich und den Niederlanden zu finden.

## Beschreibung
Die etwa 5,4 m lange, aus 14 Tragsteinen errichtete trapezoide Kammer ist Südwest-Nordost orientiert. Ihre Breite beträgt im Westen etwa 2,1 und im Osten 1,7 m. Ein Deckstein der Kammer ist in situ. Die Tragsteine in Kammer und Gang sind gespaltene Steine. Trockenmauerwerk befindet sich nur zwischen den Tragsteinen der Kammer. Der gegenüber der Mittelachse der Kammer leicht nach Osten versetzte Gang im Südwesten mit vier Tragsteinpaaren ist 4,2 m lang und durch einen Schwellenstein von der Kammer getrennt.
In der Nähe liegen der Store und Lille Guldhøj und die Megalithanlagen im Frejlev Skov.